# Galiākot
Galiākot är en ort i Indien.   Den ligger i distriktet Dūngarpur och delstaten Rajasthan, i den centrala delen av landet, 700 km sydväst om huvudstaden New Delhi. Galiākot ligger 136 meter över havet och antalet invånare är 6 906.
Terrängen runt Galiākot är platt. Runt Galiākot är det tätbefolkat, med 383 invånare per kvadratkilometer. Närmaste större samhälle är Partāpur, 17,6 km nordost om Galiākot. Trakten runt Galiākot består till största delen av jordbruksmark.